# Макарена (хребет)
О танцевальной мелодии см. Macarena

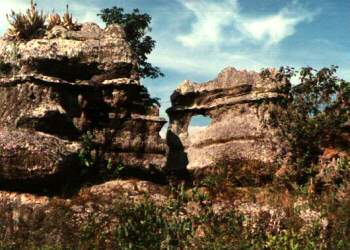
Горная цепь

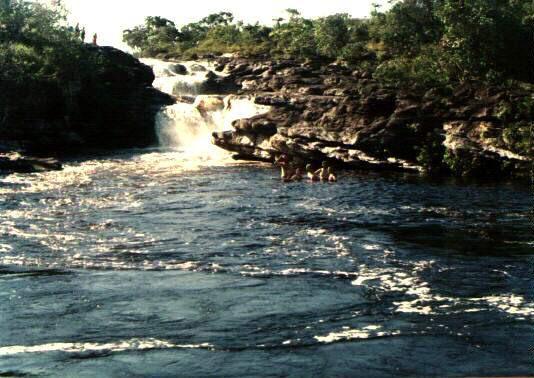
Река Каньо-Кристалес

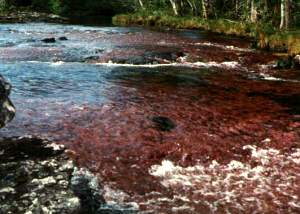
Водоросли реки Каньо-Кристалес

Макарена — национальный парк и горный хребет в Колумбии.
Этот национальный парк расположен в департаменте Мета. Он представляет собой горную цепь длиной 130 км. Основанный в 1948 году, он имеет площадь свыше 1 131 350 га. Достопримечательностью парка является река Каньо-Кристалес («Кристальная река»), которая изменяет свой цвет благодаря водным растениям.
В парке встречаются муравьеды, пумы, олени, обезьяны, 500 видов птиц, 1 200 видов насекомых и 100 различных рептилий. 48 видов орхидей и 2 000 других цветов и растений являются эндемичными.
В соседнем национальном парке Сумапас (Sumapaz), расположенном к северу от Макарены, созданы условия для обитания горного тапира.
На территории Макарены имеется несколько археологических памятников с доколумбовыми пиктограммами и петроглифами.
Партизанские отряды ФАРК до сих пор строят через этот национальный парк дорогу, пересекающую реку Каньо Кристалес. Кроме того, около 45 км² засажены кокой. 4 августа 2006 года, колумбийское правительство с помощью самолётов начало опылять поля коки опасным для  окружающей среды глифосатом. До этого растения вырывали из почвы вручную. ФАРК 18 января 2006 года убили 28 человек, которые принимали участие в уничтожении посадок.